# Сен-Готардская железная дорога
Сен-Готардская железная дорога (нем. Gotthardbahn; итал. Ferrovia del Gottardo) — горная железная дорога, пересекающая центральный массив Швейцарских Альп, служит для соединения итальянских железных дорог с одной стороны и швейцарских, германских и примыкающих к ним железных дорог Средней Европы — с другой.
Строительство линии началось в 1872 году, при этом некоторые участки в долинах открыты в 1874 году, сквозное движение открыто в 1882 году, после завершения строительства Сен-Готардского тоннеля. Линия была включена в Федеральные железные дороги Швейцарии в 1909 году, и электрифицирована (15 кВ, 16.7 Гц) в 1922 году.
Сеть Сен-Готардской железной дороги состоит из следующих линий: Люцерн — Кюснахт — Иммензее — Гольдау (25,6 км), Цуг — С.-Адрган — Гольдау (16,9 км), Гольдау — Флюэлен — Биаска — Беллинцона (142,2 килом.), Беллинцона — Лугано — Кьяссо (55,3 км), Джубиаско — Магадина — Итальянская граница до Луино (21,8 км), ветвь Каденаццо — Локарно (12,4 км), всего 274,2 км.
Италия, Германия и Швейцария вместе предоставили обществу, образовавшемуся для осуществления Сен-Готардской железной дороги, субсидию в размере 119 миллионов франков. Самая важная часть, перевальный участок железной дороги, имеющая в длину 90 км, начинается на севере у Эрстфельда и оканчивается у Биаска, на южном склоне Сен-Готарда; состоит из двух крутых подъёмов, одного в долине Рейс, а другого в долине Тессино, соединенных большим Сен-Готардским туннелем. Северный предтуннельный участок имеет уклоны до 26 ‰, и линия здесь отличается весьма извилистым очертанием в плане; для поднятия на высоту перевала с соблюдением этого предельного уклона необходимо было устроить спиральный подъём в туннеле Пфаффеншпрунг, Вассенский заворот с поворотным туннелем Ваттинг и второй спиральный подъём в туннеле Леггиштейн. В долине Тессино спуск происходит также посредством спиральных поворотных туннелей (верхние туннели — Прато и Фреджио и нижние — Трави и Пиано-Тондо). Наибольшие уклоны здесь 27 ‰. Как на самом горном участке, так и на прочих линиях Сен-Готардской железной дороги весьма часты кривые с радиусом в 300 метров; наименьший же радиус, в 280 метров, применён только в виде исключения в некоторых более затруднительных местах.
В 1888 году на Сен-Готардской железной дороге началась укладка второго пути с соответственным уширением туннелей; к лету 1893 года предполагалось окончить устройство двойного пути на всём горном участке. Для защиты пути от обвалов камней и снежных лавин были построены сооружения разного рода: каменные и деревянные стены, земляные насыпи, рвы, галереи и т. п.